# Desempenho do Brasil na Olimpíada Internacional de Matemática
O Brasil iniciou sua participação na IMO em 1979 e desde então vem obtendo resultados cada vez mais expressivos. Até o ano de 2018, o Brasil acumulava 10 medalhas de ouro, 43 de prata, 77 de bronze e 33 menções honrosas.
O Brasil sediou a competição em 2017.
A delegação brasileira é selecionada a partir da Olimpíada Brasileira de Matemática.

## Resultados
| Desempenho do Brasil na Olimpíada Internacional de Matemática | Desempenho do Brasil na Olimpíada Internacional de Matemática | Desempenho do Brasil na Olimpíada Internacional de Matemática | Desempenho do Brasil na Olimpíada Internacional de Matemática | Desempenho do Brasil na Olimpíada Internacional de Matemática | Desempenho do Brasil na Olimpíada Internacional de Matemática | Desempenho do Brasil na Olimpíada Internacional de Matemática | Desempenho do Brasil na Olimpíada Internacional de Matemática | Desempenho do Brasil na Olimpíada Internacional de Matemática | Desempenho do Brasil na Olimpíada Internacional de Matemática | Desempenho do Brasil na Olimpíada Internacional de Matemática | Desempenho do Brasil na Olimpíada Internacional de Matemática | Desempenho do Brasil na Olimpíada Internacional de Matemática | Desempenho do Brasil na Olimpíada Internacional de Matemática | Desempenho do Brasil na Olimpíada Internacional de Matemática |
| Ano                                                           | Posição                                                       | Medalhas                                                      | Medalhas                                                      | Medalhas                                                      | Medalhas                                                      | Medalhas                                                      | Pontuação por problema                                        | Pontuação por problema                                        | Pontuação por problema                                        | Pontuação por problema                                        | Pontuação por problema                                        | Pontuação por problema                                        | PT                                                            | Part.                                                         |
| Ano                                                           | Posição                                                       | Medalha de ouro                                               | Medalha de prata                                              | Medalha de bronze                                             | Menção                                                        |                                                               | P1                                                            | P2                                                            | P3                                                            | P4                                                            | P5                                                            | P6                                                            | PT                                                            | Part.                                                         |
| ------------------------------------------------------------- | ------------------------------------------------------------- | ------------------------------------------------------------- | ------------------------------------------------------------- | ------------------------------------------------------------- | ------------------------------------------------------------- | ------------------------------------------------------------- | ------------------------------------------------------------- | ------------------------------------------------------------- | ------------------------------------------------------------- | ------------------------------------------------------------- | ------------------------------------------------------------- | ------------------------------------------------------------- | ------------------------------------------------------------- | ------------------------------------------------------------- |
| 1979                                                          | 22                                                            | 0                                                             | 0                                                             | 0                                                             | 0                                                             | 0                                                             | 5                                                             | 2                                                             | 0                                                             | 2                                                             | 5                                                             | 5                                                             | 19                                                            | 5                                                             |
| 1980                                                          | -                                                             | -                                                             | -                                                             | -                                                             | -                                                             | -                                                             | -                                                             | -                                                             | -                                                             | -                                                             | -                                                             | -                                                             | -                                                             | -                                                             |
| 1981                                                          | 16                                                            | 1                                                             | 0                                                             | 0                                                             | 0                                                             | 1                                                             | 15                                                            | 38                                                            | 7                                                             | 14                                                            | 54                                                            | 44                                                            | 172                                                           | 8                                                             |
| 1982                                                          | 20                                                            | 0                                                             | 0                                                             | 1                                                             | 0                                                             | 1                                                             | 17                                                            | 6                                                             | 5                                                             | 13                                                            | 24                                                            | 1                                                             | 66                                                            | 4                                                             |
| 1983                                                          | 20                                                            | 0                                                             | 0                                                             | 3                                                             | 0                                                             | 3                                                             | desconhecido                                                  | desconhecido                                                  | desconhecido                                                  | desconhecido                                                  | desconhecido                                                  | desconhecido                                                  | 77                                                            | 6                                                             |
| 1984                                                          | 18                                                            | 0                                                             | 0                                                             | 3                                                             | 0                                                             | 3                                                             | 35                                                            | 22                                                            | 2                                                             | 25                                                            | 4                                                             | 4                                                             | 92                                                            | 6                                                             |
| 1985                                                          | 15                                                            | 0                                                             | 0                                                             | 2                                                             | 0                                                             | 2                                                             | 41                                                            | 16                                                            | 3                                                             | 15                                                            | 3                                                             | 5                                                             | 83                                                            | 6                                                             |
| 1986                                                          | 24                                                            | 1                                                             | 0                                                             | 0                                                             | 0                                                             | 1                                                             | 21                                                            | 7                                                             | 2                                                             | 14                                                            | 18                                                            | 7                                                             | 69                                                            | 6                                                             |
| 1987                                                          | 19                                                            | 1                                                             | 0                                                             | 2                                                             | 0                                                             | 3                                                             | 19                                                            | 41                                                            | 10                                                            | 13                                                            | 23                                                            | 10                                                            | 116                                                           | 6                                                             |
| 1988                                                          | 38                                                            | 0                                                             | 0                                                             | 0                                                             | 2                                                             | 2                                                             | 15                                                            | 7                                                             | 5                                                             | 7                                                             | 5                                                             | 0                                                             | 39                                                            | 6                                                             |
| 1989                                                          | 36                                                            | 0                                                             | 0                                                             | 3                                                             | 0                                                             | 3                                                             | 18                                                            | 18                                                            | 4                                                             | 15                                                            | 8                                                             | 1                                                             | 64                                                            | 6                                                             |
| 1990                                                          | 24                                                            | 1                                                             | 0                                                             | 2                                                             | 0                                                             | 3                                                             | 18                                                            | 17                                                            | 18                                                            | 18                                                            | 23                                                            | 8                                                             | 102                                                           | 6                                                             |
| 1991                                                          | 37                                                            | 0                                                             | 0                                                             | 1                                                             | 1                                                             | 2                                                             | 23                                                            | 16                                                            | 11                                                            | 11                                                            | 9                                                             | 3                                                             | 73                                                            | 6                                                             |
| 1992                                                          | 39                                                            | 0                                                             | 0                                                             | 1                                                             | 1                                                             | 2                                                             | 8                                                             | 18                                                            | 15                                                            | 12                                                            | 4                                                             | 1                                                             | 48                                                            | 6                                                             |
| 1993                                                          | 34                                                            | 0                                                             | 0                                                             | 1                                                             | 2                                                             | 3                                                             | 4                                                             | 9                                                             | 7                                                             | 11                                                            | 24                                                            | 5                                                             | 60                                                            | 6                                                             |
| 1994                                                          | 39                                                            | 0                                                             | 2                                                             | 0                                                             | 3                                                             | 5                                                             | 13                                                            | 35                                                            | 16                                                            | 10                                                            | 14                                                            | 7                                                             | 95                                                            | 5                                                             |
| 1995                                                          | 44                                                            | 1                                                             | 0                                                             | 0                                                             | 3                                                             | 4                                                             | 30                                                            | 7                                                             | 16                                                            | 18                                                            | 13                                                            | 2                                                             | 95                                                            | 6                                                             |
| 1996                                                          | 52                                                            | 0                                                             | 0                                                             | 0                                                             | 1                                                             | 1                                                             | 18                                                            | 6                                                             | 7                                                             | 3                                                             | 0                                                             | 2                                                             | 36                                                            | 5                                                             |
| 1997                                                          | 26                                                            | 0                                                             | 1                                                             | 4                                                             | 1                                                             | 6                                                             | 16                                                            | 39                                                            | 7                                                             | 32                                                            | 21                                                            | 2                                                             | 117                                                           | 6                                                             |
| 1998                                                          | 30                                                            | 1                                                             | 0                                                             | 1                                                             | 2                                                             | 4                                                             | 19                                                            | 7                                                             | 15                                                            | 15                                                            | 31                                                            | 4                                                             | 91                                                            | 6                                                             |
| 1999                                                          | 29                                                            | 0                                                             | 0                                                             | 4                                                             | 0                                                             | 4                                                             | 28                                                            | 4                                                             | 7                                                             | 20                                                            | 11                                                            | 5                                                             | 75                                                            | 6                                                             |
| 2000                                                          | 48                                                            | 0                                                             | 0                                                             | 3                                                             | 1                                                             | 4                                                             | 28                                                            | 6                                                             | 2                                                             | 16                                                            | 4                                                             | 2                                                             | 58                                                            | 6                                                             |
| 2001                                                          | 16                                                            | 0                                                             | 4                                                             | 2                                                             | 0                                                             | 6                                                             | 37                                                            | 14                                                            | 0                                                             | 42                                                            | 27                                                            | 0                                                             | 120                                                           | 6                                                             |
| 2002                                                          | 21                                                            | 0                                                             | 1                                                             | 5                                                             | 0                                                             | 6                                                             | 32                                                            | 39                                                            | 4                                                             | 28                                                            | 19                                                            | 1                                                             | 123                                                           | 6                                                             |
| 2003                                                          | 26                                                            | 0                                                             | 1                                                             | 3                                                             | 2                                                             | 6                                                             | 19                                                            | 12                                                            | 0                                                             | 42                                                            | 9                                                             | 10                                                            | 92                                                            | 6                                                             |
| 2004                                                          | 21                                                            | 0                                                             | 2                                                             | 4                                                             | 0                                                             | 6                                                             | 34                                                            | 20                                                            | 9                                                             | 33                                                            | 17                                                            | 19                                                            | 132                                                           | 6                                                             |
| 2005                                                          | 33                                                            | 1                                                             | 0                                                             | 1                                                             | 2                                                             | 4                                                             | 16                                                            | 13                                                            | 8                                                             | 25                                                            | 17                                                            | 3                                                             | 82                                                            | 6                                                             |
| 2006                                                          | 29                                                            | 0                                                             | 0                                                             | 6                                                             | 0                                                             | 6                                                             | 42                                                            | 9                                                             | 2                                                             | 42                                                            | 1                                                             | 0                                                             | 96                                                            | 6                                                             |
| 2007                                                          | 24                                                            | 0                                                             | 2                                                             | 3                                                             | 1                                                             | 6                                                             | 26                                                            | 24                                                            | 1                                                             | 42                                                            | 11                                                            | 2                                                             | 106                                                           | 6                                                             |
| 2008                                                          | 16                                                            | 0                                                             | 5                                                             | 1                                                             | 0                                                             | 6                                                             | 42                                                            | 29                                                            | 2                                                             | 42                                                            | 35                                                            | 2                                                             | 152                                                           | 6                                                             |
| 2009                                                          | 17                                                            | 1                                                             | 3                                                             | 2                                                             | 0                                                             | 6                                                             | 42                                                            | 37                                                            | 10                                                            | 38                                                            | 30                                                            | 3                                                             | 160                                                           | 6                                                             |
| 2010                                                          | 35                                                            | 0                                                             | 2                                                             | 1                                                             | 3                                                             | 6                                                             | 35                                                            | 21                                                            | 1                                                             | 42                                                            | 0                                                             | 0                                                             | 99                                                            | 6                                                             |
| 2011                                                          | 20                                                            | 0                                                             | 3                                                             | 3                                                             | 0                                                             | 6                                                             | 38                                                            | 3                                                             | 3                                                             | 42                                                            | 33                                                            | 2                                                             | 121                                                           | 6                                                             |
| 2012                                                          | 19                                                            | 1                                                             | 1                                                             | 3                                                             | 1                                                             | 6                                                             | 42                                                            | 23                                                            | 3                                                             | 33                                                            | 14                                                            | 1                                                             | 116                                                           | 6                                                             |
| 2013                                                          | 28                                                            | 0                                                             | 3                                                             | 1                                                             | 2                                                             | 6                                                             | 30                                                            | 20                                                            | 0                                                             | 42                                                            | 31                                                            | 1                                                             | 124                                                           | 6                                                             |
| 2014                                                          | 34                                                            | 0                                                             | 3                                                             | 2                                                             | 1                                                             | 6                                                             | 41                                                            | 24                                                            | 1                                                             | 42                                                            | 11                                                            | 3                                                             | 122                                                           | 6                                                             |
| 2015                                                          | 22                                                            | 0                                                             | 3                                                             | 3                                                             | 0                                                             | 6                                                             | 38                                                            | 7                                                             | 5                                                             | 42                                                            | 14                                                            | 3                                                             | 109                                                           | 6                                                             |
| 2016                                                          | 15                                                            | 0                                                             | 5                                                             | 1                                                             | 0                                                             | 6                                                             | 42                                                            | 25                                                            | 0                                                             | 42                                                            | 16                                                            | 13                                                            | 138                                                           | 6                                                             |
| 2017                                                          | 37                                                            | 0                                                             | 2                                                             | 1                                                             | 3                                                             | 6                                                             | 40                                                            | 17                                                            | 0                                                             | 37                                                            | 6                                                             | 1                                                             | 101                                                           | 6                                                             |
| 2018                                                          | 28                                                            | 1                                                             | 0                                                             | 4                                                             | 1                                                             | 6                                                             | 35                                                            | 30                                                            | 1                                                             | 42                                                            | 13                                                            | 11                                                            | 132                                                           | 6                                                             |
| 2019                                                          | 29                                                            | 0                                                             | 2                                                             | 4                                                             | 0                                                             | 6                                                             | 42                                                            | 21                                                            | 1                                                             | 41                                                            | 30                                                            | 0                                                             | 135                                                           | 6                                                             |
| 2020                                                          | 10                                                            | 1                                                             | 5                                                             | 0                                                             | 0                                                             | 6                                                             | 42                                                            | 28                                                            | 12                                                            | 37                                                            | 42                                                            | 4                                                             | 165                                                           | 6                                                             |
| 2021                                                          | 35                                                            | 0                                                             | 2                                                             | 3                                                             | 1                                                             | 6                                                             | 42                                                            | 0                                                             | 3                                                             | 30                                                            | 21                                                            | 0                                                             | 96                                                            | 6                                                             |
| 2022                                                          | 19                                                            | 2                                                             | 1                                                             | 2                                                             | 1                                                             | 6                                                             | 42                                                            | 36                                                            | 10                                                            | 42                                                            | 38                                                            | 5                                                             | 173                                                           | 6                                                             |
| 2023                                                          | 16                                                            | 1                                                             | 2                                                             | 3                                                             | 0                                                             | 6                                                             | 42                                                            | 38                                                            | 8                                                             | 42                                                            | 49                                                            | 2                                                             | 161                                                           | 6                                                             |
| Total                                                         |                                                               | 14                                                            | 55                                                            | 89                                                            | 35                                                            | 193                                                           | 1232                                                          | 785                                                           | 243                                                           | 1174                                                          | 782                                                           | 204                                                           | 4400                                                          | 263                                                           |

## Recordes individuais
O Brasil conseguiu obter o Perfect Score (que consiste em fazer 42 pontos na prova, ou seja, acertar todos os problemas) 2 vezes, em 1981, com Nicolau Corção Saldanha e 1987, com Ralph Costa Teixeira.
O recorde de participações individuais é 3. Um total de 12 alunos esteve presente em três edições da IMO representando o Brasil.
Ralph Costa Teixeira é o único a ter conquistado o ouro em duas oportunidades: 1986 e 1987.